# Browns Butte
Der Browns Butte ist ein felsiger Zeugenberg in der antarktischen Ross Dependency. In der Dominion Range ragt er an der Nordflanke der Mündung des Koski-Gletschers in den Mill-Gletscher.
Das Advisory Committee on Antarctic Names benannte den Berg 1965 nach Craig W. Brown, Meteorologe des United States Antarctic Research Program auf der Amundsen-Scott-Südpolstation im Jahr 1963.